# 浦上川 (徳島県)
浦上川（うらがみがわ）は、徳島県海部郡海陽町を流れる二級河川である。

## 地理
海部郡海陽町の水源から海陽町内を流れ浅川湾（浅川港）に注ぐ。流域には国道55号（土佐浜街道）が走り、東側には伊勢田川が流れている。

## 流域の主な施設
- JR牟岐線浅川駅
- 海陽町立浅川小学校
- 海陽町役場浅川出張所
- 国道55号（土佐浜街道）
- 稲横山